# Paracymoriza albifascialis
Paracymoriza albifascialis là một loài bướm đêm trong họ Crambidae.